# Girolamo Amati (scrittore)
Girolamo Amati (Savignano di Romagna, 13 giugno 1768 – Roma, 15 aprile 1834) è stato un filologo classico, epigrafista e archeologo italiano.

## Biografia
Fratello maggiore dello scrittore ed erudito Basilio Amati, Girolamo fu avviato in giovanissima età dal padre Pasquale allo studio del greco e del latino. Nel 1786, trasferitosi a Ferrara, intraprese nella locale università gli studi di diritto ma non trascurò il suo interesse per testi e monumenti antichi. Nel 1796, abbandonati gli studi giuridici, si trasferì a Roma come segretario di monsignor Caleppi che sarà poi nominato cardinale nel 1816 da Pio VII.
Per l'interessamento dello stesso Caleppi, due anni più tardi, nel 1798, fu assunto all'Archivio Vaticano ove si prodigò per la salvare gli antichi documenti durante le vicende burrascose della filofrancese Repubblica Romana e nell'anno successivo fu nominato insegnante di greco all'Università La Sapienza. La sua attività di docente fu di breve durata: nel 1800, per la necessità di sistemare alcune sue questioni patrimoniali, lasciò Roma per tornare nella città natale. Nel 1802 venne di nuovo a Roma, lavorando ancora all'Archivio Vaticano e poi, dal 1804 alla sua morte, nella Biblioteca Vaticana come "scrittore di greco".
Amati, inoltre, collaborò lungamente, dal 1820 al 1831, con la rivista di archeologia e di antiquaria Giornale arcadico di scienze, lettere ed arti, che era stata fondata solo un anno prima, nel 1819, ove pubblicò molti articoli su epigrafi e oggetti rinvenuti negli scavi archeologici. Nel 1824 col collega Emiliano Sarti progettò la ristampa modificata ed integrata del Lessico di Egidio Forcellini che tuttavia non vide mai la luce.
In una famosa lettera del pubblicata nell'edizione del 1809 del Trattato del Sublime a cura di Benjamin Weiske. Amati notò che nella tavola di riepilogo del contenuto del Vaticanus Graecus 285 viene riportata la dicitura «Dionisio oppure Longino» (Διονισίου ἤ Λογγίνου). Amati  mise per primo in discussione la paternità del trattato, stimolando un dibattito non ancora concluso sulla datazione e la composizione dell'opera.